# Сомбатхей

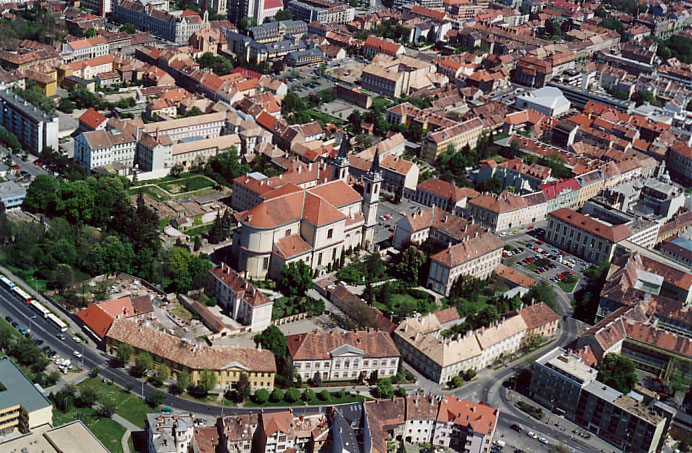
Вид города Сомбатхей

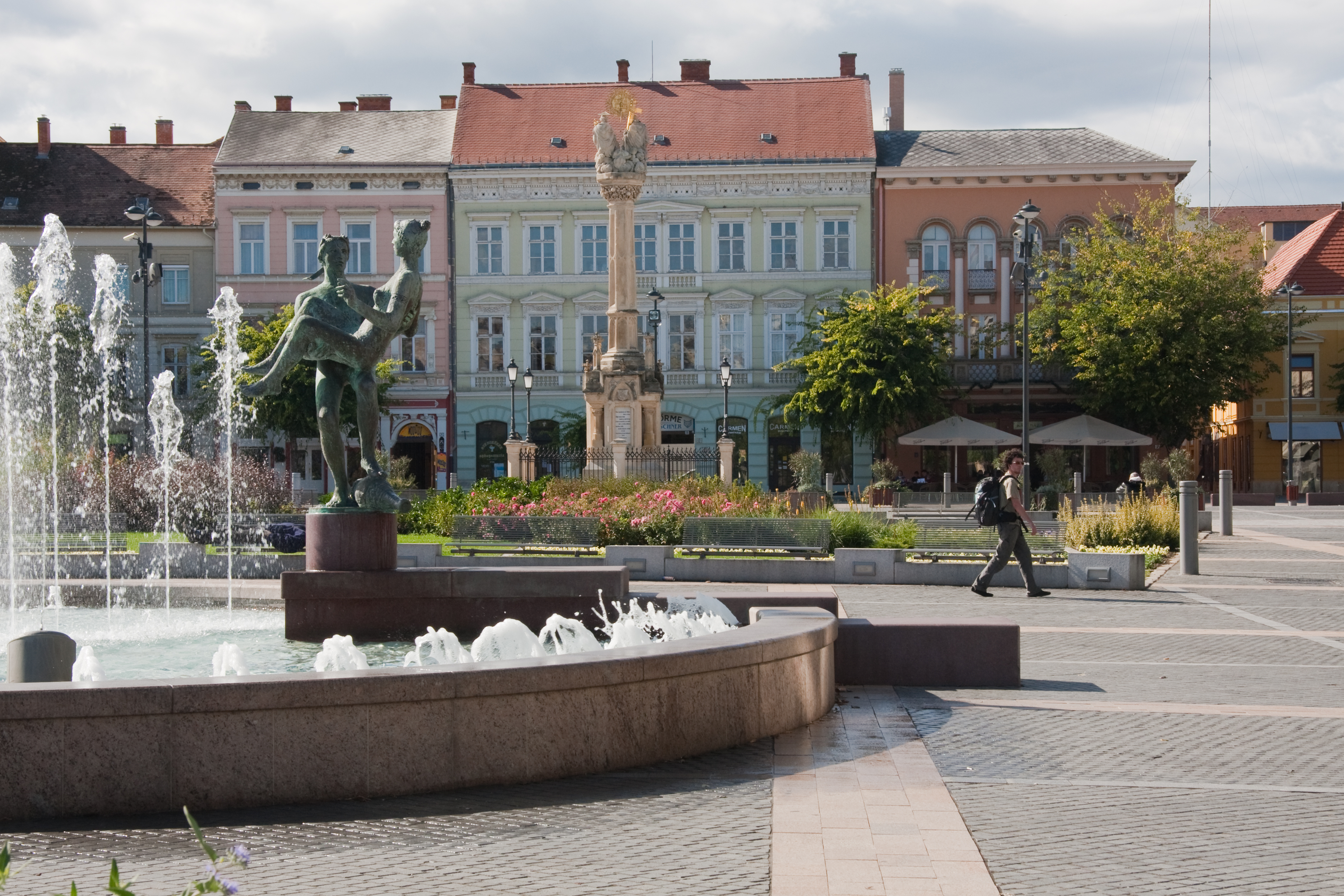
Главная площадь

Со́мбатхей, также известен как Штайнамангер, Самботель, Сомботель и Каменец (венг. Szombathely ['sombɒt.hɛj], нем. Steinamanger, хорв. Sambotel, словен. Sombotel, словац. Kamenec) — город на западе Венгрии, старейший в стране. Административный центр медье Ваш. Население — 77 566 человек (2014).

## География и транспорт
Сомбатхей расположен в Западно-Задунайском крае примерно в 220 километрах к западу от Будапешта и в 10 километрах к востоку от границы с Австрией. Через город проходит железная дорога Будапешт — Секешфехервар — Сомбатхей — Грац. Время в пути на поезде до Будапешта — около 4 часов. Автодороги ведут из города на юг в сторону автобана E66 Секешфехервар — Грац и на север в сторону Шопрона и Вены. Через город протекают две небольшие речки — Перинт и Дьёндьёш.

## Этимология
Венгерское название города происходит от слов венг. Szombat — суббота и венг. hely — место и восходит к знаменитым ярмаркам, которые проводились в городе каждую субботу. Немецкое имя нем. Steinamanger буквально переводится как «камни на поле» и относится, возможно, к развалинам римского города Савария, а возможно, намекает на землетрясение 458 года, полностью уничтожившее город. Латинское имя лат. Savaria происходит от Сибарис, римского названия реки Дьёндьёш.

## История
Сомбатхей — старейший город Венгрии. Он был основан римлянами в 45 году до н. э. под именем Савария и являлся столицей провинции Паннония. В городе были построены императорская резиденция, бани и амфитеатр. Будущий император Септимий Север возглавлял Паннонию и был провозглашён императором именно в Саварии.
Временем расцвета города стал период правления Константина Великого, который сам посещал Саварию несколько раз. В городе строились новые здания, театры и церкви. По одной из версий именно здесь родился святой Мартин Турский (по другой версии это произошло в Паннонхалме). Во время правления Валентиниана III гунны завоевали Паннонию. Савария была оккупирована в 445 году. В 458 году Савария была разрушена до основания мощным землетрясением.
В V—VIII веках город, несмотря ни на что, оставался населённым, здесь жили славянские племена и авары. После разгрома последних Карлом Великим перешёл под власть франков, а в конце IX века — под власть моравов.
В X веке бывшая Паннония была завоёвана венграми. В 1009 году Иштван I Святой включил Сомбатхей в состав вновь организованной Дьёрской епархии. В 1242 году город разрушили монголы, однако он быстро отстроился и в 1407 году получил статус вольного королевского города. В 1578 году Сомбатхей стал столицей комитата Ваш.

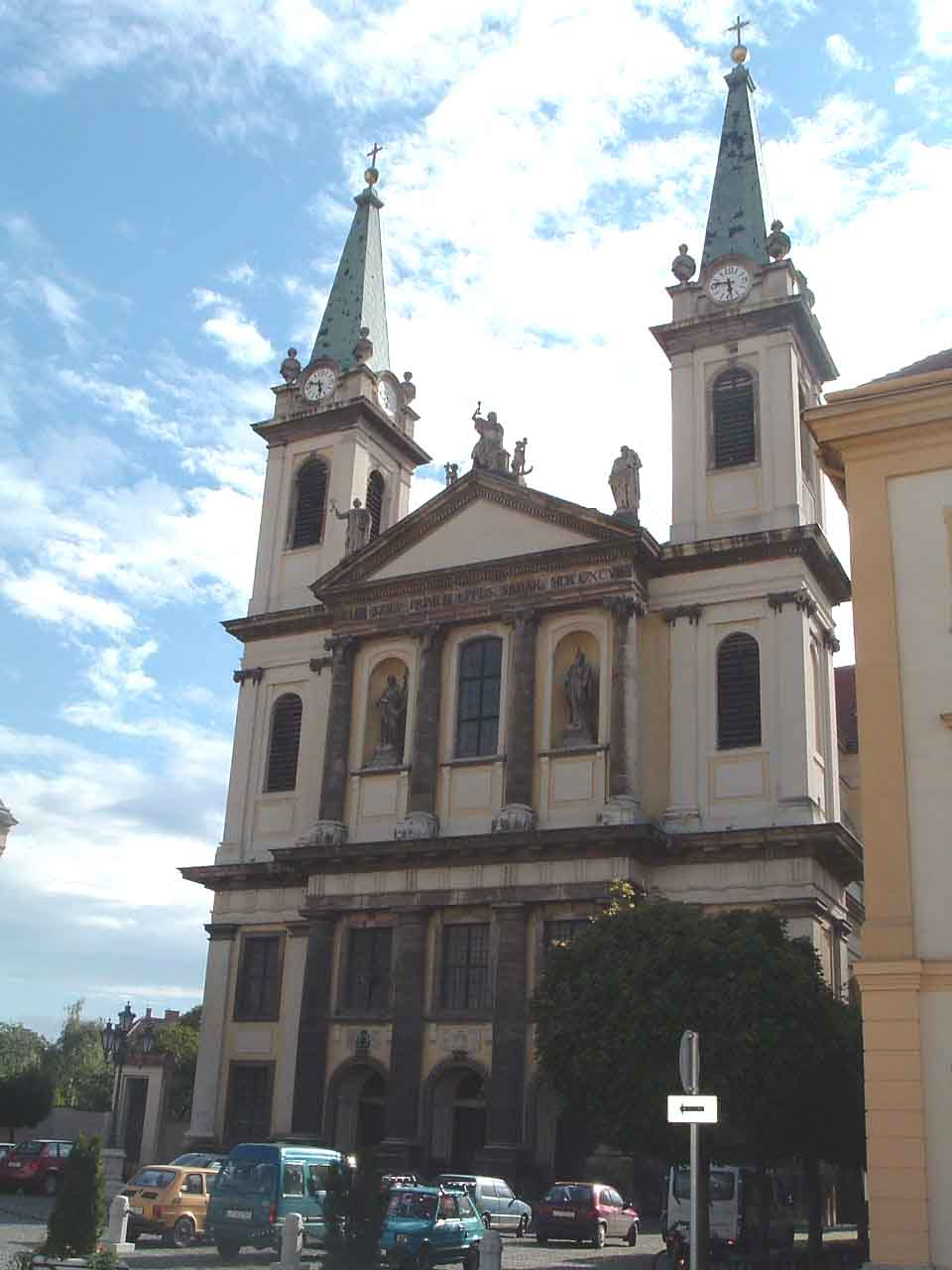
Кафедральный собор

Во времена оттоманского нашествия город осаждался турками дважды. В первый раз в 1664 году турки были вынуждены отступить после поражения, которое им нанесли австрийцы под Сентготтхардом. В 1683 году после поражения в битве под Веной турки при отступлении разграбили большое число городов, однако Сомбатхей и в этот раз спасли крепостные стены.
Начало XVIII века стало для города периодом бедствий. Во время восстания Ференца Ракоци Сомбатхей несколько раз занимался противоборствующими сторонами, в 1710 году более 2 тысяч жителей погибло от чумы, а в 1716 году пожар уничтожил большую часть строений города. Бедствия привели к сильному сокращению численности населения, что вызвало приток в Сомбатхей новых колонистов, главным образом, немцев. Вскоре немцы стали составлять большинство населения города.
В 1772 году построена гимназия, пятью годами позже Сомбатхей стал епископской резиденцией, после чего вошёл в период бурного роста. Здесь был построен кафедральный собор, епископский дворец, множество новых зданий. В 1809 году город был оккупирован Наполеоном и удерживался им на протяжении 110 дней. В Революцию 1849 года Сомбатхей поддержал восставших, однако боевых действий в окрестностях города не велось. В 1865 году в город пришла железная дорога, в 1885 году в состав растущего города было включено несколько соседних деревень.
После первой мировой войны Венгрия потеряла большую часть своей территории, и Сомбатхей стал приграничным городом.
Во время второй мировой войны, как и большинство венгерских городов, Сомбатхей подвергался интенсивным бомбардировкам. В начале декабря 1944 г., когда советские войска подошли Будапешту, в Сомбатхей эвакуировалось пронацистское правительство Ф. Салаши. Город был освобождён 29 марта 1945 года войсками 3-го Украинского фронта.
В послевоенное время город был индустриализирован, в нём построен ряд предприятий текстильной, машиностроительной и пищевой промышленности.
Один из районов города «YoshkarOla» назван в честь города-побратима Йошкар-Ола, столицы родственного венграм марийского народа. В свою очередь, в Йошкар-Оле один из районов носит название «Сомбатхей».

## Достопримечательности и события

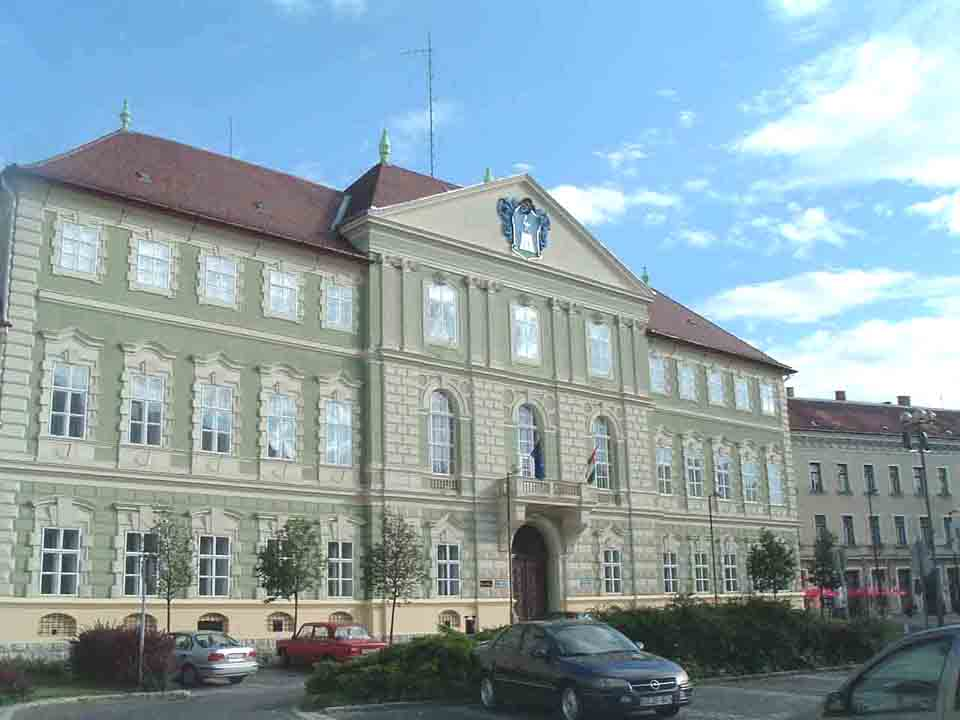
Ратуша

- Развалины римской Саварии. Остатки храма Исиды (начало III века) и раннехристианской базилики (IV век).
- Кафедральный собор города. Построен в конце XVIII века в стиле барокко.
- Дворец епископа. Дворец в стиле рококо построен в XVIII веке после того, как Сомбатхей стал епископской резиденцией.
- Городская ратуша.
- Дом каноника.
- Церковь св. Мартина. По преданию, поставлена на месте рождения св. Мартина Турского.
- Церковь св. Елизаветы.
- Синагога.
- Музей «Савария». Представлены многочисленные археологические артефакты римской эпохи.
- Исторический фестиваль «Савария».
- Городская водонапорная башня.

## Спорт
В городе базируется футбольный клуб Халадаш, бронзовый призёр чемпионата Венгрии 2008/2009.

## Культура
С 1962 г. в городе базируется Саварийский симфонический оркестр.
С 1993 года в городе занимается творчеством один из пионеров венгерской электронной сцены, проект Anima sound system.

## Население
| 2013   | 2014    | 2017    | 2021    | 2022    | 2023    | 2024    |
| ------ | ------- | ------- | ------- | ------- | ------- | ------- |
| 77 547 | ↗77 566 | ↗78 025 | ↗78 324 | ↘78 190 | ↗78 446 | ↘77 757 |

## Города-побратимы
- Kaufbeuren[вд], Германия (1992)
- Йошкар-Ола, Россия
- Коллинг, Дания (1991)[10]
- Коллинг, Дания (1991)
- Кутаиси, Грузия (2 февраля 2015)[11]
- Лаппеэнранта, Финляндия
- Лекко, Италия
- Марибор, Словения (1985)[12]
- Оберварт, Австрия
- Рамат-Ган, Израиль
- Сисак, Хорватия
- Трнава, Словакия
- Тур, Франция
- Ужгород, Украина
- Феррара, Италия
- Хунедоара, Румыния